# Världsbibliotekets lista över de 50 bästa diktsamlingarna
Världsbibliotekets lista över de 50 bästa diktsamlingarna är en sammanställning av hundratals svenska experter, från bl.a. Svenska Akademien, bibliotekarier, litteraturvetare, författare, bokhandlare, m.fl. Den gjordes i samband med Världsbiblioteket, och har flera gånger publicerats i bl.a. Tidningen Boken.

## De 50 bästa diktsamlingarna
- Aleksandr Pusjkin – Jevgenij Onegin (även Eugen Onegin)
- Arthur Rimbaud – Illuminationer
- Birger Sjöberg – Kriser och kransar
- Carl Michael Bellman – Fredmans epistlar
- Charles Baudelaire – Ondskans blommor (även i Världsbibliotekets lista över de 100 bästa verken)
- Dan Andersson – Svarta ballader
- Dante Alighieri – Den gudomliga komedin
- Edgar Lee Masters – Spoon River Anthology
- Edith Södergran – Landet som icke är
- Emily Dickinson – Mitt brev till världen
- Erik Johan Stagnelius – Liljor i Saron
- Erik Lindegren – mannen utan väg (även i Världsbiblioteket)
- Esaias Tegnér – Frithiofs saga
- Ezra Pound – Cantos
- Francesco Petrarca – Kärleksdikter
- François Villon – Stora testamentet
- Lord Byron – Don Juan
- Gilgamesheposet
- Gunnar Ekelöf – Färjesång
- Harry Martinson – Aniara (även i Världsbiblioteket)
- Heinrich Heine – Sångernas bok
- Hjalmar Gullberg – Kärlek i tjugonde seklet
- Hjalmar Gullberg – Ögon, läppar
- Homeros – Odysséen och Iliaden (även Världsbiblioteket)
- Horatius – Oden
- Jevgenij Jevtusjenko – Babi Jar och andra dikter
- Johan Henric Kellgren – Den nya skapelsen
- Johan Ludvig Runeberg – Fänrik Ståls sägner
- Johann Wolfgang von Goethe – Väst-östlig divan
- John Milton – Det förlorade paradiset
- Joseph Brodsky – Historien, som nedan skall berättas och andra dikter
- Kalevala
- Karin Boye – För trädets skull
- Nils Ferlin – En döddansares visor
- Ovidius – Metamorfoser
- Pablo Neruda – Canto General
- Poetiska Eddan
- Vergilius – Aeneiden
- Rainer Maria Rilke – Duinoelegierna
- Saint-John Perse – Jord vindar hav
- Sapfo – Kärleksdikter
- Stig Dagerman – Dagsedlar
- T.S. Eliot – Fyra kvartetter
- T.S. Eliot – Det öde landet
- Tomas Tranströmer – För levande och döda
- Walt Whitman – Strån av gräs
- Walt Whitman – Sånger om mig själv
- William Shakespeare – Sonetter